# Декан, Шарль Матье Изидор
Шарль Матье Изидор Декан (13 апреля 1769, Кан — 9 сентября 1832, Дёй-ла-Барр) — крупный французский военачальник, дивизионный генерал (1800), граф империи (1811), неоднократно действовавший, как самостоятельный командир (а не просто как командир армейской дивизии) и сыгравший важную роль в Наполеоновских войнах.

## Биография
Сын чиновника местного суда. В 1787 году поступил на службу на флот. Приветствовал революцию, и вступил добровольцем в 1792 году в батальон Национальной гвардии своего родного региона Кальвадос. Участвовал в осаде Майнца и борьбе против повстанцев-сторонников короля в Вандее. Воевал под началом генералов Канкло, Моро и Клебера. В 1796 году Декан, уже бригадный генерал, в одном из сражений на Рейне попал в плен, но вскоре был обменян. В кампанию 1800 года генерал Декан занял Мюнхен, затем отличился в битве при Гогенлиндене, за что произведён в дивизионные генералы. Впоследствии, близость Декана к Клеберу и Моро, которые были оппозиционны Наполеону, могла сказаться на том, что маршальский жезл он так и не получил.
Не доверяя генералам и офицерам из окружения Моро, Наполеон многих из них намеренно отослал подавлять восстание на плантациях Сан-Доминго, других отправил в отставку. Генерал Декан получил важное но отдалённое от метрополии назначение губернатором французской Ост-Индии. Однако пока Декан добирался морем до места своего назначения, французские опорные пункты в Индии перешли под контроль англичан. Генерал вынужден был остановится на остававшемся под контролем французов острове Иль-де-Франс (ныне Маврикий) и возглавить его, как губернатор. Его помощником и губернатором острова Реюньон был назначен генерал Вандермезен.
Положение в Ост-Индии было в то время для французов непростым. Английский флот превосходил по силам французский, связь и тем более торговля с метрополией была нерегулярной. Тем не менее, в этих обстоятельствах генералу Декану, опираясь на поддержку французских плантаторов, удалось превратить Маврикий в стратегический опорный пункт Франции в Индийском океане. Не имея достаточного количества кораблей военного флота, Декан покровительствовал каперству, превратив Маврикий в базу пиратов, нападавших на английские торговые суда, и нарушавших английскую торговлю. Более того, именно на рейде столицы Маврикия французский флот командора Дюперре одержал одну из немногих побед над английским флотом, вошедшую в историю, как Битва в Гранд-Порт.

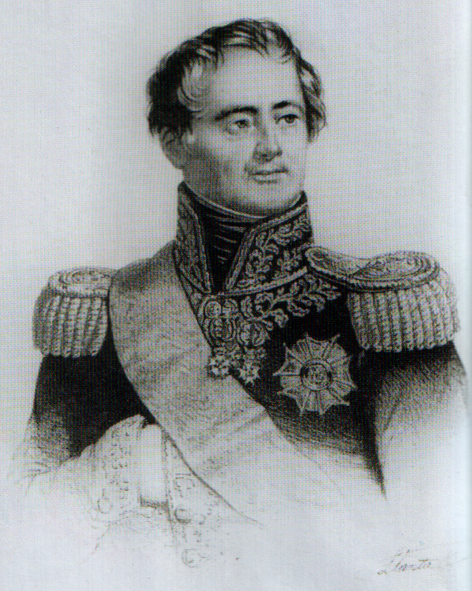
Гравированный портрет генерала Декана.

Только в 1810 году, на восьмой год губернаторства Декана, англичане собрали достаточно сил (почти семь тысяч солдат и матросов, один линейный корабль, 12 фрегатов и большое количество малых судов), чтоб организовать атаку на обороняемый Деканом Иль-де-Франс. В распоряжении генерала Декана находилось 1300 солдат регулярной армии, ни одного линейного корабля, 6 фрегатов, всего несколько малых судов и несколько тысяч национальных гвардейцев. Сражение кончилось почётной капитуляцией, Декан и его люди были отправлены на английских судах во Францию. Тогда же был освобождён проведший несколько лет во французском плену британский путешественник Мэтью Флиндерс.
Правление Декана на Иль-де-Франсе было весьма успешным, учитывая трудные обстоятельства. Наряду с генералом Жансеном (Янсенсом) управлявшим колониями подчинённой в тот момент Франции Голландии — Капской колонией и Индонезией, генерал Декан создал немало сложностей для англичан в Индийском океане, и для тех торговых коммуникаций, на которых держалось экономическое благополучие Британии.
После возвращения во Францию, Декан был возведён в графское достоинство, награждён Большим крестом ордена Воссоединения, и назначен командовать французской армией Каталонии. Под началом маршала Сюше и генерала Декана, французы действовали в провинциях Каталония и Валенсия гораздо успешнее, чем во всех остальных частях Испании, прочно контролировали эти земли и установили там справедливое управление. Сюше эвакуировал Каталонию только после отречения Наполеона весной 1814 года, тогда как вся остальная Испания после поражения других французских частей при Витории досталась испанцам и англичанам за год до этого.
Генерала Декана там в тот момент уже не было - в 1813 году он возглавил французский корпус в Голландии, а в 1814 - армию Верхней Гаронны.
В 1815 году во время Ста дней генералы Декан и Клозель, после некоторых раздумий, перешли на сторону Наполеона, пресекли попытки сторонников короля Людовика организовать сопротивление в Бордо, и возглавляли войска, оборонявшие Францию с юга по линии Пиренеев (Декан - Восточно-Пиренейский корпус, Клозель - Западно-Пиренейский). После второго отречения Наполеона генерал был посажен в тюрьму, находился под следствием но в результате был отпущен. После июльской революции 1830 года генерал Декан на некоторое время вернулся на действительную службу.
Имя генерала выбито на западной стене парижской Триумфальной Арки.